# Seznam spisovatelů starověkého Říma
Seznam spisovatelů starověkého Říma obsahuje abecedně uspořádaný přehled některých významných spisovatelů starověkého Říma.

## A
- Lucius Accius, básník
- Ammianus Marcellinus, (330 – 395), historik
- Lucius Livius Andronicus (kolem 278 př. n. l. – po r. 240 př. n. l.), dramatik
- Lucius Coelius Antipater (2. st. př. n. l.), římský historik a spisovatel
- Sidonius Apollinaris
- Lucius Apuleius (asi 125 – 180), řečník a filosof
- Quintus Asconius Pedianus (3 – 88), historik
- Sempronius Asellio (před 151 př. n. l. – pravděpodobně po 90 př. n. l.), byl římský politik, historik a spisovatel
- Gaius Asinius Gallus (40 př. n. l. – 33, popraven), řečník, politik a spisovatel
- Gaius Asinius Pollio (75 př. n. l. – 4), básník, řečník a politik
- Titus Pomponius Atticus (110 př. n. l. – 32 př. n. l.), jezdec, podnikatel, nakladatel, spisovatel
- svatý Augustin, teolog, církevní spisovatel a biskup
- Marcus Aurelius Antoninus Augustus, filosof a císař
- Decimus Magnus Ausonius (310 – 395) básník

## B
- Anicius Manlius Torquatus Severinus Boëthius, filosof a teolog

## C
- Gaius Caecilius Statius (kolem 220 př. n. l. – 184 př. n. l.), byl římský dramatik
- Gaius Iulius Caesar
- Lucius Calpurnius Piso Frugi, historik a politik († po 146 př. n. l.)
- Martianus Minneus Felix Capella, básník, právník a filosof (5. století)
- Marcus Porcius Cato starší, řečník a státník
- Gaius Valerius Catullus, básník
- Marcus Tullius Cicero, filosof, státník a řečník
- Claudius Claudianus, básník (369 – 404)
- Flavius Cresconius Corippus
- Thascius Caecilius Cyprianus, církevní spisovatel, teolog a biskup

## E
- Quintus Ennius, básník

## F
- Julius Firmicus Maternus (5. století), astronom
- Gaius Valerius Flaccus Setinus Balbus († 92), básník
- Marcus Verrius Flaccus (55 př. n. l. – asi 20), římský učitel, vychovatel a gramatik
- Marcus Cornelius Fronto (kolem 100 – asi 175), řečník, právník a básník

## G
- Gaius, někdy též Caius (2. století), právní teoretik
- Aulus Gellius

## H
- Eusebius Sophronius Hieronymus, teolog, církevní spisovatel a překladatel
- Quintus Horatius Flaccus, básník (65 př. n. l. – 8 př. n. l.)
- Gaius Iulius Hyginus, římský polyhistor a gramatik (okolo 64 př. n. l. – pravděpodobně, nebo před 17)

## I
- Decimus Iunius Iuvenalis (kolem 60 – 140), satirik

## L
- Laevius, římský básník (* pravděpodobně na konci 2. století př. n. l. – 80 př. n. l.)
- Titus Livius (59 př. n. l. – 17 n. l.), historik
- Marcus Annaeus Lucanus (39 – 65), básník
- Gaius Lucilius (180 př. n. l. – 103 př. n. l.), římský satirik
- Titus Lucretius Carus, (97 př. n. l. – 55 př. n. l.) básník a filosof

## M
- Gaius Licinius Macer († 66 př. n. l.), spisovatel a historik
- Ambrosius Theodosius Macrobius
- Marcus Manilius
- Marcus Valerius Martialis (40 – 102), epigramik
- Martianus Capella
- Pomponius Mela, 1. století, geograf

## N
- Gnaeus Naevius, básník
- Cornelius Nepos, (100 př. n. l. – 24 př. n. l.), historik

## O
- Publius Ovidius Naso (43 př. n. l. – 17 n. l.), básník

## P
- Marcus Pacuvius, básník
- Rutilius Taurus Aemilianus Palladius, 4. století, zabýval se zemědělstvím
- Aemilius Papinianus (okolo 146 – 212, popraven), právník
- Publius Papinius Statius
- Pontius Meropius Anicius Paulinus
- Gaius Petronius Arbiter (příp. Titus Petronius; 27 – 66) básník
- Titus Maccius Plautus (asi 254 př. n. l. – 184 př. n. l.), dramatik
- Gaius Plinius Secundus, známý též jako Plinius starší (23 – 79)
- Gaius Plinius Caecilius Secundus, známý též jako Plinius mladší (61 – 113)
- Gnaeus Pompeius Trogus (1. století př. n. l.), historik
- Sextus Aurelius Propertius, básník
- Priscianus z Kaisareie (počátek 6. století), gramatik
- Aurelius Prudentius Clemens (348 – okolo 410) křesťanský římský právník politik a básník

## Q
- Marcus Fabius Quintilianus
- Quintus Claudius Quadrigarius (1. polovina 1. století př. n. l.), spisovatel a historik

## S
- Gaius Sallustius Crispus (86 př. n. l. – 35 př. n. l.), politik a historik
- Lucius Annaeus Seneca (Seneca mladší) (* 4 př. n. l. 7ndash 65) římský filozof, dramatik, básník a politik
- Seneca starší (54 př. n. l. – 40), řečník, právník a spisovatel
- Sextus Empiricus (asi 200 – 250), filosof, lékař
- Sulpicius Severus (363 – okolo 420–425)
- Titus Catius Asconius Silius Italicus, (25 – 101, sebevražda), právník, řečník, filosof a básník
- Lucius Cornelius Sisenna (okolo 119 př. n. l. – 67 př. n. l.), spisovatel, politik a historik
- Gaius Suetonius Tranquillus, historik, římský polyhistor (okolo 75 – 130 – 140)
- Quintus Aurelius Symmachus Eusebius, spisovatel, řečník a státník (asi 345 – asi 402)

## T
- Gaius Cornelius Tacitus, historik
- Publius Terentius Afer, básník
- Quintus Septimius Florens Tertullianus, církevní spisovatel a teolog
- Albius Tibullus, básník

## U
- Domitius Ulpianus (kolem 170 – 228), právník

## V
- Lucius Varius Rufus (74 př. n. l. – 14 př. n. l.), epický a tragický básník
- Publius Terentius Varro Atacinus (82 př. n. l. – 37 př. n. l.), básník
- Marcus Terentius Varro Reatinus (116 př. n. l. – 27 př. n. l.), polyhistor, spisovatel a politik
- Flavius Vegetius Renatus (383 – 450), vojenská a veterinární problematika
- Publius Vergilius Maro (* 70 př. n. l. – 19 př. n. l.), básník